# Dive (chanson)
Pour les articles homonymes, voir Dive.
Dive est une chanson du groupe grunge américain Nirvana, sortie en face B sur le single Sliver, en 1990 et fut rééditée en 1992 sur l'album Incesticide.
Elle fut jouée pour la première fois en live le 6 juin 1989 et pour la dernière fois le 31 octobre 1993.